# Miniduliticola nelsoni
Miniduliticola nelsoni is een keversoort uit de familie netschildkevers (Lycidae). De wetenschappelijke naam van de soort werd in 2003 gepubliceerd door Sergey Vasiljevich Kazantsev.